# 동일공업고등학교
동일공업고등학교(東一工業高等學校)은 대한민국 경기도 평택시 비전동에 있는 사립 고등학교이다.

## 학교 연혁
- 1977년 9월 26일 : 학교법인 동일학원 설립인가
- 1977년 10월 1일 : 초대 김덕윤 이사장 취임
- 1978년 1월 19일 : 평택고등기술학교 인가(전자2, 용접2, 자동차정비1, 총 15학급)
- 1978년 2월 1일 : 초대 허홍 교장 취임
- 1978년 3월 1일 : 제1회 신입생 입학식(5학급)
- 1979년 2월 26일 : 학칙 변경으로 평택공업고등기술학교로 교명 변경 및 학과 증설(건축2, 토목2 학과 증설, 총 27학급)
- 1980년 11월 26일 : 동일공업고등학교로 설립 갱신(전자2, 토목2, 배관1, 총 15학급)
- 1981년 2월 14일 : 제1회 졸업식
- 1987년 12월 : 종합실습관 신축
- 1988년 12월 6일 : 복지관 건립(식당, 매점 75평)
- 1991년 3월 5일 : 직업과정 위탁반 개설(자동차 정비과)
- 1994년 11월 30일 : 시청각실(53평) 신축
- 1999년 3월 12일 : 제2대 김광복 이사장 취임
- 2007년 1월 30일 : 급식실 증축(2층)
- 2007년 11월 30일 : 신관(혁신관) 완공(교실 10개)
- 2010년 5월 19일 : 취업기능강화 특성화 고등학교 지정(경기도 교육청)
- 2010년 10월 16일 : 학교 환경개선 공사 준공(조경 및 잔디운동장 외)
- 2011년 7월 26일 : 경기도 교육감 지정 자동차, IT 특성화 고등학교
- 2020년 2월 27일 : 특성화고 혁신지원사업 선정(교육부)
- 2020년 3월 1일 : 고교학점제운영 준비교 선정(경기도교육청)
- 2021년 3월 2일 : 제9대 민정욱 교장 취임
- 2023년 3월 2일 : 나래관(체육관) 개관
- 2023년 1월 13일 : 2022학년도 제43회 졸업식(278명, 총 15,329명)
- 2023년 3월 2일 : 2023학년도 신입생 입학식(284명)

## 설치 학과
- 자동차과
- 컴퓨터미디어보안과
- 지형공간디자인과
- 자동차공조시스템제어과
- 에너지시스템과
- 디지털전자제어과
- 콘텐츠창작과

## 참고 자료
- 동일공업고등학교 - 한국교육학술정보원 학교알리미